# Адриано Челентано
Вижте пояснителната страница за други личности с името Адриано.
Адриано Челентано (на италиански: Adriano Celentano) е световноизвестен италиански поп певец, киноактьор и кинорежисьор.

## Биография
Адриано Челентано е роден в Милано на улица Глук, 14, за която по-късно пише песента Il ragazzo della via Gluck („Момчето от улица Глук“). Родителите му са от Фоджа, в Апулия, но отиват на север, за да си намерят работа.
Негови влияния от младостта са Елвис Пресли и рок-революцията от 50-те години, както и актьорът Джери Лий Люис. Популярността му се проточва близо 50 години, като продава записите си в милионен тираж и участва в множество ТВ предавания и филми. По отношение на второто, той съчинява комедиен жанр, с характерната си походка и израженията си на лицето. Затова е наричан в родината си Ластика (Il molleggiato), за неговия начин на танцуване. Жизнеността му и неговата спонтанна радост превръщат Челентано във важен тълкувател, тъй като комбинира песните с положението си на шоумен, често наподобяващ Джери Лий Люис.
Повечето от филмите му имат търговски успех; през 70-те и част от 80-те години той е известен като краля на италианските нискобюджетни филми. По отношение на актьорската игра критиците посочват Serafino (1968), режисиран от Пиетро Джерми, като негово коронно изпълнение.
Като режисьор често наема Орнела Мути, Елеонора Джорджи и съпругата си Клаудия Мори. С последната сключва брак през 1964 г. Челентано се жени тайно през нощта в църквата Иглесия де Сан Франсиско в Гросето, Тоскана. Двамата имат 3 деца: Розита (р. 1965), Джакомо (р. 1966) и Розалинда Челентано (р. 1968), известна на световните аудитории като Сатаната в „Страстите Христови“ на Мел Гибсън. Той също така работи като водещ по няколко италиански ТВ предавания.
Има издадени 40 албума, включващи 29 студийни, 3 концертни и 8 компилационни записа. Неговите най-популярни песни са La coppia piu' bella del mondo, продадена в над 1 милион бройки и наградена със златен статут; Azurro (1968), написана от Паоло Конте, и Prisencolinensinainciusol (1972), която е написана с идея да имитира звученето на английския език при неанглийски говорещи.
През 1957 г. Челентано печели конкурса за рокендрол в Двореца на спорта в Милано с песента си „Ще ти кажа чао“, а през 1961 г. песента му „24 000 целувки“ („Ventiquattromila baci“) е втора на фестивала в Санремо.
През 1962 г. организира „Клан Челентано“ – фирма за производство на грамофонни плочи и филми, която му осигурява финансова независимост.
През 1966 г. участва на фестивала в Санремо, а през 1970 г. печели първа награда на фестивала с песента „Който не работи, не люби“, която изпълнява заедно със съпругата си Клаудия Мори.
Той получава споменаване в Reasons to be Cheerful, Part 3, песен и сингъл на Иън Дери Енд Блокхедс, като „причина да се ободряваш“, както и в Ginger and Fred на Фелини.
Адриано Челентано е вегетарианец от 2005 г. Защитава правата на животните. Той е запален футболен фен, подкрепящ „Интер“ (Милано).
Снима се в много филми, на част от които е продуцент, сценарист, автор на музиката.

## Албуми
- 24 000 baci
- Azzuro
- Prisencoli
- Don’t Play that Song
- Svatilation (1977)
- Soli (1979)
- Deus
- Grand Amore
- Un po’ Artista, un po’no (1980)
- I Ragazzo dal juke box
- Il tud bacio e come un rock (1981)
- Storia D’Amore (1982)
- Atmosfera
- I mili Americani tre puntini (1984)
- Joan Lui (1985)
- La Pubblica Ottusita (1987)
- II Re Degli Ignoranti” (1991)
- Superbest (1992)
- Nostal Rock (1994)
- Ti Avro (1994)
- Quel Punto (1994)
- Arrivano Gli Uomini (1996)
- Me, Live! (1996)
- Alla Corte del Remix (1997)
- Azzurro/Una Carezza in un Pugno (1997)
- Le Robe Che Ha Detto Adriano (1997)
- Mina + Celentano (1998)
- Buona Sera Signorina (1999)
- Io Non So Parlar d’Amore (1999)
- New 2000 (2000)
- Esco Di Rado (2000)
- In Concerto Di (2001)
- La Mia Storia Volume 1 (2001)
- Pay Pay Pay (2001)
- Dormi Amore-La Situazione non è buona (2007)
- Facciamo finta che sia vero (2011)
- Le Migliori (2016)
- L'Animale (2008)
- Adrian (2019)

## Избрана филмография
| Година | Филм                                | Оригинално заглавие   | Роля     | Режисьор      |
| ------ | ----------------------------------- | --------------------- | -------- | ------------- |
| 1959   | Хлапетата и музикалната кутия       | Ragazzi del Juke-Box  | Адриано  | Лучио Фулчи   |
| 1959   | Любовни викове от музикалната кутия | Juke Box urli d'amore | певец    | Мауро Мораси  |
| 1968   | Серафино                            | Serafino              | Серафино | Пиетро Джерми |